# Constructa
Constructa — немецкая компания, специализирующаяся на производстве крупной бытовой техники. Штаб-квартира находится в городе Мюнхене. Сегодня компания входит в состав концерна BSH Bosch und Siemens Hausgeräte GmbH. В пятидесятых годах компания представила первую немецкую автоматическую стиральную машину.

## История компании

Старый логотип компании

Компания основана 11 января 1951 года с названием Peter Pfenningsberg GmbH в Дюссельдорф-Оберкасселе. 27 февраля 1958 года переехала в Ратинген-Линторф (нем.). 8 февраля 1961 года название компании изменилось на «Constructa-Werke GmbH» в честь одноимённой выставки в Ганновере. 1 января 1969 года компания переехала в Берлин к компании Siemens.
Constructa сейчас известна как бренд Constructa-Neff Vertriebs-GmbH. Она входит в концерн BSH Bosch und Siemens Hausgeräte GmbH. В настоящее время компания находится в Мюнхене.
В 1950-[ годах Constructa стала первой немецкой компанией, выпустившей автоматическую стиральную машину (со стеклянной дверцей).

## Производство
Компания производит стиральные машины, сушилки, посудомоечные машины, плиты, духовки, холодильники и морозильники.

## Продажи за год (1951—1962)
| Год   | Продано, штук |
| ----- | ------------- |
| 1951  | 155           |
| 1952  | 600           |
| 1954  | 3500          |
| 1955  | 11 000        |
| 1958  | 66 500        |
| 1962  | 175 000       |
| Всего | 256 755       |